# Мислувка
Мислувка (пол. Mysłówka) — село в Польщі, у гміні Пйонтек Ленчицького повіту Лодзинського воєводства.
Населення — 70 осіб (2011).
У 1975—1998 роках село належало до Плоцького воєводства.

## Демографія
Демографічна структура станом на 31 березня 2011 року:
|          | Загалом | Допрацездатний вік | Працездатний вік | Постпрацездатний вік |
| -------- | ------- | ------------------ | ---------------- | -------------------- |
| Чоловіки | 32      | 9                  | 17               | 6                    |
| Жінки    | 38      | 8                  | 21               | 9                    |
| Разом    | 70      | 17                 | 38               | 15                   |